# Anaxagorea phaeocarpa
Anaxagorea phaeocarpa là một loài thực vật hạt kín thuộc họ Annonaceae. Loài này có ở Costa Rica và Honduras.